# روزي غرير
روزفلت «روزي» غرير (من مواليد 14 يوليو 1932) هو ممثل أمريكي، ومغني، وكاهن بروتستانتي، ولاعب كرة قدم محترف سابق. كان لاعبَ كرة قدم جامعيًا بارزًا في جامعة ولاية بنسلفانيا وحصل على مكانة لها أثر رجعي في قائمة الذكرى السنوية المئة للرابطة الوطنية لرياضة الجامعات التي تضم الطلاب المئة الرياضيين الأكثر تأثيرًا. باعتباره لاعبًا محترفًا، كان غرير عضوًا في فريق نيويورك جاينتس، ووحدًا ممن عرفوا بالرباعي المدمر في لوس أنجلوس رامز. لعب في البرو بول مرتين.
بعد مسيرته الرياضية الاحترافية، عمل غرير حارسًا شخصيًا للسيناتور روبرت كينيدي خلال الحملة الرئاسية عام 1968. كان غرير يحرس إثيل كينيدي عندما أطلِق النار على السيناتور كينيدي. على الرغم من عجزه عن منع الاغتيال، لكن غرير سيطر على البندقية وأخضع مطلق النار، سرحان سرحان.
استضاف غرير في برنامجه التلفزيوني في لوس أنجلوس ما يقرب من 70 ضيفًا في برامج مختلفة خلال الستينيات والسبعينيات من القرن العشرين. في عام 1979 ظهر جرير في الموسم الثالث، الحلقة 14 من مسلسل قارب الحب.
بصفته مغني، أصدر غرير لأول مرة أغانٍ فردية في شركة التسجيلات إيه في عام 1960، وعلى مدار الخمسة وعشرين عامًا التالية استمر في التسجيل للعديد من شركات التسجيلات بما في ذلك ليبرتي، وريك، وإم جي إم، وإيه آند إم. سجل أغنية لتكريم روبرت كينيدي بعنوان «الناس يصنعون العالم» (كتبها بوبي ووماك)، وكانت أغنيته الوحيدة في الرسم البياني للأغاني المنفردة، وبلغت المرتبة 128 في عام 1968.
اشتهر غرير بسعيه الجاد للهوايات التي لا ترتبط تقليديًا بالرجال. ألف العديد من الكتب، من بينها روزي غرير للتطريز بالإبرة للرجال عام 1973. رُسم غرير وأصبح كاهنًا بروتستانتيًا في عام 1983 وسافر كمتحدث ملهم. أسس منظمة مشاريع الجوار الأمريكية، وهي منظمة غير ربحية تخدم شباب المدينة الداخلية. كان أيضًا من بين المتحدثين البارزين في المؤتمر الوطني الجمهوري في عام 1984، وأثناء دورته المسائية في العشرين من أغسطس 1984، أيد إعادة انتخاب الرئيس رونالد ريغان.

## النشأة
وُلد غرير في كوثبرت، جورجيا وهو واحد من اثني عشر طفلًا، وسمي تيمنًا بفرانكلين ديلانو روزفلت.
لعب كرة القدم المدرسة الثانوية في مدرسة أبراهام كلارك الثانوية في روزيل، نيو جيرسي، وتخرج في عام 1951.

## مسيرته الكروية الاحترافية
بعد اللعب في خط الدفاع في فريق كرة القدم بجامعة ولاية بنسلفانيا، صيغت مسودة لدوري كرة القدم الأمريكية لعام 1955 من قبل فريق نيويورك جاينتس لاعتبار غرير الاختيار العام الحادي والثلاثين في الجولة الثالثة. لعب مع الجاينتس منذ عام 1955 وحتى عام 1962، وقاد الفريق إلى بطولة الدوي الوطني لكرة القدم الامريكية في عام 1956 وبطولة المؤتمر الشرقي في 1958 و1959 و1961 و1962. اختير غرير لجائزة البرو بول في عامي 1956 و1960، وسمي ليمنح شرف (أُول برو) لموقعه كمدافع في 1956 و1958-1962.
ثم انتقل غرير في يوليو 1963 إلى لوس أنجلوس رامز مقابل المدافع جون لوفيتير، وكان اختيار مسودة عظيم للمستقبل. كان جزءًا من «الرباعي المدمر»، جنبًا إلى جنب مع ديكون جونز، وميرلين اولسن، ولامار لوندي، الذين يعتبرون من أفضل الخطوط الدفاعية في تاريخ كرة القدم. انتهت مسيرته في عام 1967 بسبب تمزق وتر أخيل. على الرغم من كونه أكبر عضو في الرباعي المدمر، فإن غرير هو آخر عضو على قيد الحياة بعد وفاة ديكون جونز في 3 يونيو 2013.
رصيده مع رامز: 1963 (6)، 1964 (6.5)، 1965 (1.5)، 1966 (7).